# Jean-Pierre Barda
Jean-Pierre Barda (Párizs, 1965. március 7. –) francia és algériai zsidó származású svéd művész, énekes, színész és fodrász. Az Army of Lovers nevű pop csapat egyik alapító tagja. 2015-ben Izraelbe emigrált.

## Életútja
Barda Párizsban született francia-algériai zsidó származású szülők gyermekeként. Gyermekkorában költöztek Svédországba, ahol találkozott Alexander Barddal, és megalapították 1984-ben a Barbie nevű zenei együttest, majd később  az Army of Lovers együttest. Zenei karrierje mellett Svédországban fodrászként és sminkesként is dolgozott, valamint a filmezés, televíziózás, és fotózás területén is kipróbálta magát. A svéd királynő jelenlétében is dolgozott, ahol Björn Axén segített neki. Jelenleg a 3G telefon társasággal egy mobiltelefonos Tv stílusú divatprogram fejlesztésében vesz részt.

### Színház
- "Min Mamma Herr Albin" (francia cím: La Cage Aux Folles) (1995) - a komornyik

### Film
- "Livet är en schlager" (2000) - önmagát alakítja
- "Once In a Lifetime" (2000)  - önmagát alakítja
- House of Angels: The Second Summer" (1994) - önmagát alakítja

### Televízió
- "Rik Och Berömd" (angol cím: Lifestyles of the Rich And Famous) - host
- "Miss Sweden 2002 Competition" - host
- "Sally" (1999) - önmagát alakítja
- "Silikon" (1999–2001) - sminkes